# Francine Niyonizigiye
Francine Niyonizigiye (* 26. September 1988) ist eine ehemalige burundische Leichtathletin, die sich auf den 5000-Meter-Lauf spezialisiert hatte.
Francine Niyonizigiye nahm an den Weltmeisterschaften 1997 in Athen teil, wo sie im Wettbewerb über 5000 Meter den 18. Platz in den Vorläufen belegte. Darüber hinaus nahm sie an den Olympischen Sommerspielen 2004 in Athen und 2008 in Peking teil. Im Wettbewerb über 5000 Meter schied sie sowohl 2004 als auch 2008 in den Vorläufen aus. 2008 war sie die Fahnenträgerin der burundischen Mannschaft bei der Eröffnungs- und Schlusszeremonie.